# Incubus

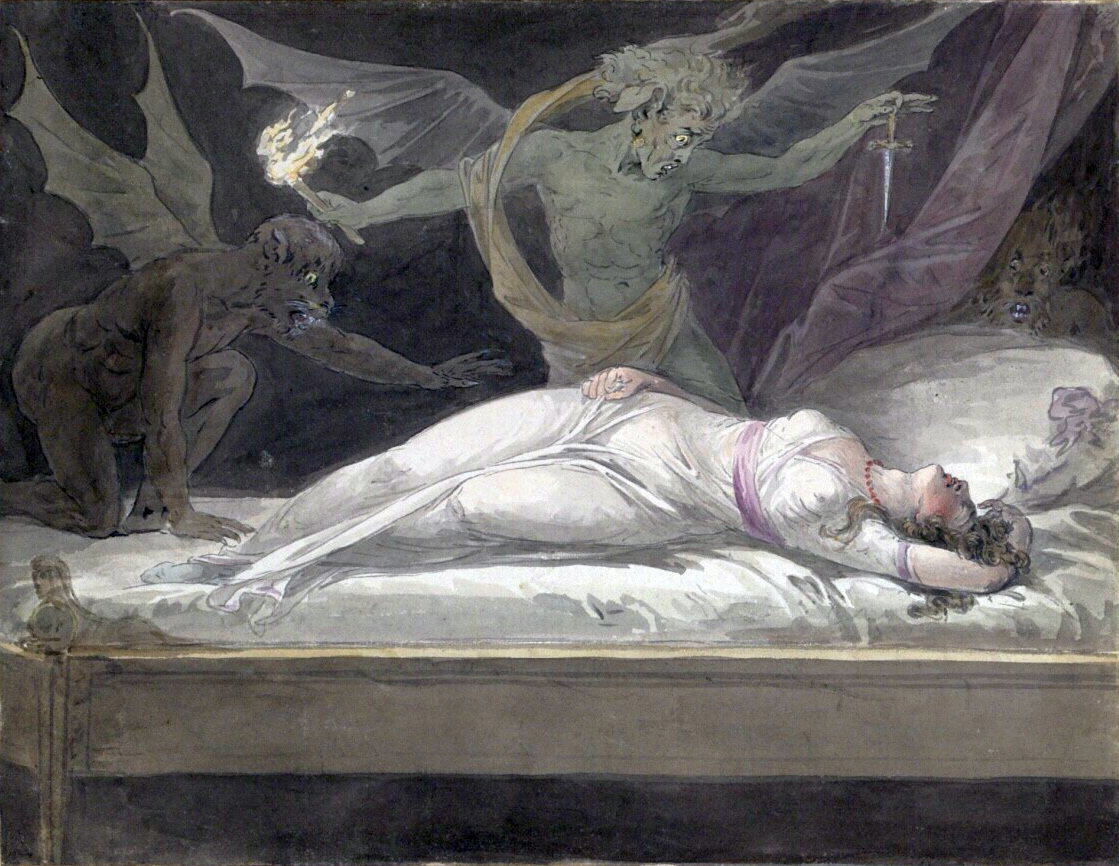
Incubus, 1879

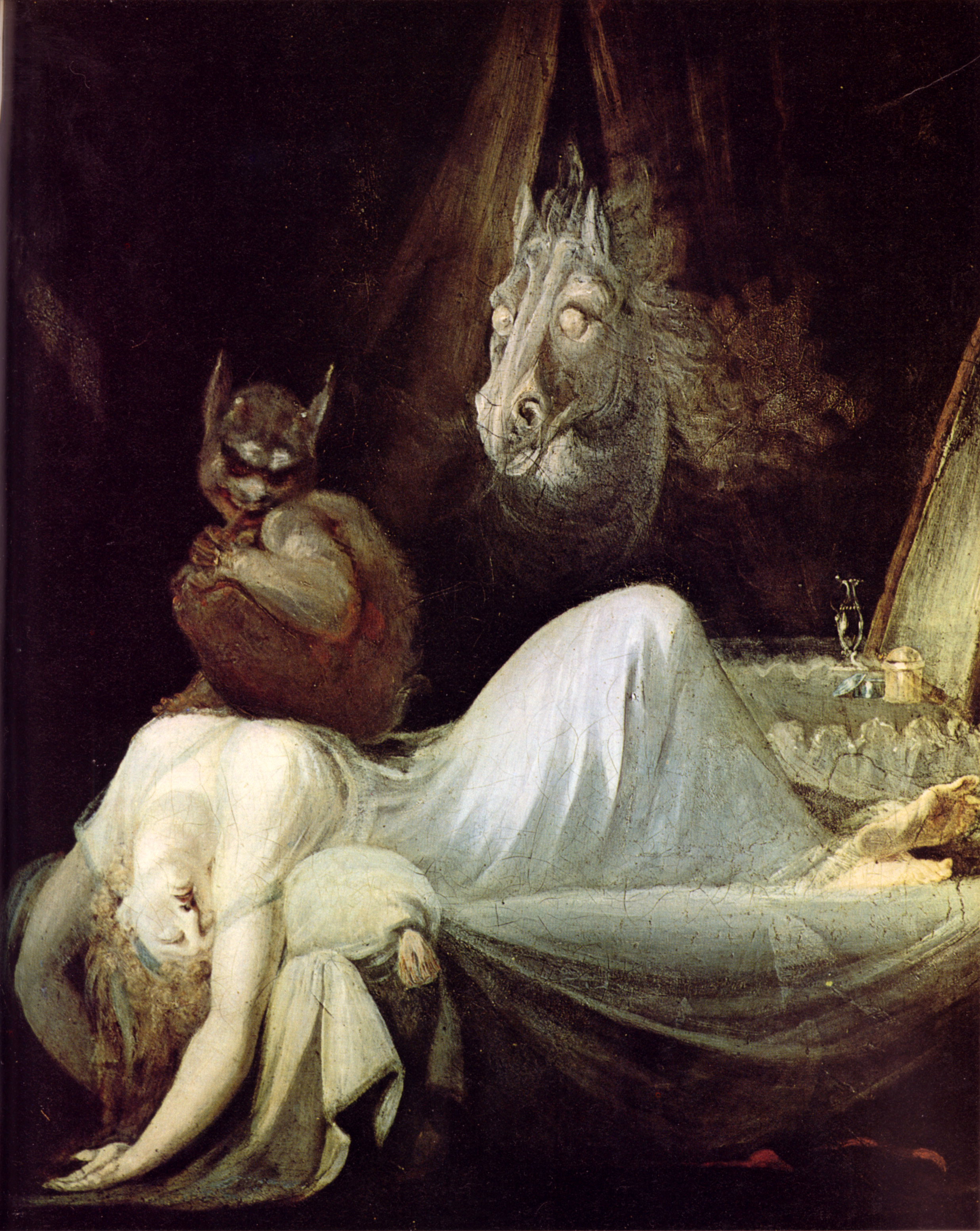
Johann Heinrich Füssli - Nachtmahr, 1790/91

Az incubus (inkubusz) egy hímnemű démon, aki a legendák és mítoszok szerint alvó nőkkel hál, hogy szexuális aktust létesítsen velük. Nőnemű változata a succubus. A hagyományos társadalmakban az inkubuszokról és szukkubuszokról szóló buja történeteket meséltek évszázadokon keresztül. Némely hagyomány úgy tartja, hogy a velük való ismételt szexuális aktus az egészség, az elmeállapot megromlását, vagy akár halált okozhat.

## Etimológiai meghatározások
Az incubus szó a késői latin incubo ("démonféle által kiváltott éjszakai lidércnyomás"), illetve az incubare ("ráfeküdni") szóból ered. Az inkubusz legkorábbi említése a mezopotámiai sumér királylistáról való, kb. Kr.e. 2400-ból, ahol a hős Gilgames apja Liluként van feljegyezve. Úgy tartották, hogy Lilu háborgatja és elcsábítja a nőket, amíg azok alszanak, míg Lilit, a női démon a férfiak erotikus álmaiban jelenik meg. Két ezzel megegyező démon is feltűnik: Ardat lili, aki éjszaka látogatja meg a férfiakat és szellemileg megtermékenyül és gyermeket nemz általuk, továbbá Irdu lili, aki Ardat lili hímnemű párjának számít és aki nőket látogat meg éjjel és megejti őket. E démonok eredetileg a vihar démonai voltak, azonban etimológiai félreértés miatt éjszakai démonokként is kezdtek hivatkozni rájuk.

## Szellemvilági magyarázatok
Már a keresztény tradíció legelejétől ered e démonok körüli vita. Hippói Szent Ágoston a De Civitate Dei ("Isten városa") című könyvében érinti a témát és ezt mondja: "Egy általános szóbeszéd járja. Sokak igazolták saját megéléseik alapján és szavahihető emberek is megerősítették a mások által elmondottakat. Az általában csak incubusnak hívott sylvanok és faunok gyakran bűnös támadásokat intéznek nők ellen." A démonok nemzőképességéről szóló vita folytatódott. 800 évvel később Aquinói Szent Tamás ellenérveket fogalmazott meg a démonok megtermékenyítőképességéről a velük való közösülés esetén: "Még ha olykor némelyek meg is esnek démonoktól, az nem a démonok magjától esik meg és nem is a magukra öltött testektől, hanem emberi magtól, melyet ebből a célból ragadtak el, mint amikor a démon először női alakot ölt, majd férfi bőrébe bújik, úgy ragadják el többek magjait mások megtermékenyítése céljából." Egy ilyen teljesen embergyermek, az emberi lényekhez hasonlóan Isten-teremtette lélekkel bírna és Isten hatalma által létezne, aki az egyetlen életet adó. Mintegy háromszáz évvel később I. Jakab angol király "Démonológia" címet viselő értekezése felveti, hogy az ördög kétféle módon ejthet teherbe egy nőt: az első, hogy spermát lop egy halott emberből és azt egy nőbe juttatja. Ha a démon nem tudta gyorsan megszerezni az ondót, és nem tudta azt rögtön átvinni egy azt befogadó női testbe, akkor az terméketlenné vált. Az így megbecstelenített és teherbe esett nőt egy apácazárdában, ha ez kiderült róla, akkor elégették. A második mód az az elképzelés volt, hogy egy démon birtokba tud venni egy halott testet, mely így "feltámad" és szexuális kapcsolatba tud lépni másokkal. Ez hasonlít visszajáró kísértetek vagy vámpírok leírásához és ahhoz, amikor egy szellem elfoglal egy halott testet, hogy azzal bajt okozzon. Általánosan elfogadottá vált, hogy az inkubusz és a szukkubusz ugyanaz a démon, aki képes férfi és női alakot is ölteni. Egy szukkubusz hálhat a férfival, hogy összegyűjtse a spermáját, hogy aztán átalakuljon inkubusszá, amely e magot egy nőben használja fel. Ha sperma, ha pete származik emberből eredetileg, a "szellemivadékot" gyakran "természetfelettinek" tekintették.
Azt mondják, néha az inkubuszok gyermeket fogannak. Az ilyen egyesülésből származó ivadékokra néhol Cambionnak(en) hívták. Merlin legendájának egyes változataiban is a varázsló apja inkubusz volt. A Malleus maleficarum (Boszorkánypöröly) szerint az ördögűzés az öt közül az egyik módja az inkubusz támadások kivédésének, a többi pedig: a szentgyónás, a keresztvetés (vagy az Üdvözlégy fennhangon elmondása), az érintett átvitele egy másik helyre, és a támadó entitás kiátkozása, mely "hasonló az ördögűzéshez". Másfelől a ferences rendi Ludovico Maria Sinistrari azt állította, hogy "az inkubuszok nem engedelmeskednek az ördögűzőnek, nem félnek az ördögűzéstől, nem mutatnak tiszteletet a szent dolgok iránt, melyekkel a legcskélyebb mértékben sem lehet őket megfélemlíteni."

## Tudományos magyarázatok
Az áldozatok vagy ábrándokat vagy alvási bénulást élnek át. Az alvási bénulás jelensége megalapozott. Az alvás negyedik fázisában (REM-alvásnak is hívják) az agy motoros központjai gátolva vannak és ez cselekvésképtelenséget (paralízis) eredményez. Ennek oka lényegében ismeretlen, de a legáltalánosabb magyarázat az, hogy ez megakadályozza azt, hogy álmában cselekedjen. Ennek hibás működése eredményezheti az alvajárást (szomnambolizmus), vagy fordítva, az alvási paralízist, ahol felébredés után egy rövid ideig részben vagy egészen mozgásképtelen valaki.
Az alvási paralízishez tartozik még a hipnagógia. Álomközeli állapotban gyakoriak a hangi- és képi hallucinációk, melyek legtöbbször ébredéskor, vagy nem sokkal utána elfelejtődnek, az álmokhoz hasonlóan. Mindazonáltal a legtöbb ember az élete egyes pontjain emlékszik a hallott hang- vagy a látott képjelenségekre alvásközeli állapotokban. Jellegzetes példák a fulladás, vagy összezúzódás érzései, elektromos "bizsergés" vagy "rezgés", elképzelt beszéd vagy más zajok, egy látható vagy láthatatlan lény elképzelt jelenléte és néha intenzív félelemérzések vagy eufória és orgazmus-élmények. Ezek gyakran tűnnek valóságosnak és élőnek, különösen a zenei hang-hallucinációk, melyek egészen hangosak is lehetnek, megkülönböztethetetlenek egy a szobában lejátszott zenétől. Ember- és állatalakok, gyakran elmosódottan vagy bizonytalanul vannak jelen a hipnagógiás hallucinációkban, jobban mint másfajta hallucinációk során. Ez ősi ösztön maradványa lehet, mely a ragadozó állatok érzékelését segítette.
Az alvási bénulás és a hipnagógiás hallucináció könnyen eredményezheti egyeseknél, hogy azt képzelik, "egy démon fogja le őket". Az éjszakai nemi izgalmat ki lehet magyarázni teremtmények bűnt okozó viselkedésével. A gyakori éjszakai nemi izgalom jelensége és az éjszakai magömlés, továbbá a fentebb említett összes elem kell ahhoz, hogy valaki azt higgye, inkubusz van jelen.
Másrészről, egyes inkubusz-áldozatok valódi szexuális támadás áldozatai lehetnek. Az erőszaktevők az alvó nők ellen elkövetett erőszakot démonoknak tulajdoníthatják, a büntetés elkerülése érdekében. Ilyen esetekben barát vagy rokon szerepel a gyanúsítotti lista tetején és a titkot "szellemek" közbelépése tartja fenn.